# Кирику и дивите животни
„Кирику и дивите животни“ (на френски: Kirikou et les betes sauvages) е френски анимационен филм от 2005 г., продължение на „Кирику и магьосницата“ (1998). Премиерата му е в Международния кинофестивал в Кан на 13 май 2005 г.

## Сюжет
От дълбините на Синята пещера дядото на Кирику заявява: „Историята на Кирику и магьосницата беше прекалено кратка. Не остана време да ви разкажа всичко, което той извърши. А той направи много хубави и смели неща, които не бива да бъдат забравени. Слушайте, сега ще ви разкажа за неговите подвизи“. И започва да разказва приказката как малкото момче се научило и станало градинар, детектив, грънчар, търговец, пътешественик и доктор, като винаги остава най-малкия и най-смелия герой.

## Дублажи

### Синхронен дублаж
| Обработка                      | Студио 1+1 |
| ------------------------------ | --- |
| Озвучаващи артисти (деца)      | Самуил Сарандев Виктория Рафаилова Венцислав Тодоров Моника Младенова Камелия Буюклиева Михаил Галев Мартин Баков |
| Озвучаващи артисти (възрастни) | Живка Донева Стефани Рачева Георги Тодоров Станислав Димитров Константин Трендафилов                              |
| Тонрежисьор                    | Антония Малчева                                                                                                   |
| Режисьор на дублажа            | Ганета Атанасова-Ганди                                                                                            |
| Продуцент                      | Емил Симеонов |

### Войсоувър дублаж
На 24 декември 2008 г. филмът е излъчен по БНТ 1 с български войсоувър дублаж на главна редакция „КИНО“. В него участват Адриана Андреева и Цветан Ватев.